# Omanui / McKinnon Pass
Der Omanui / McKinnon Pass ist ein Pass im Süden der Neuseeländischen Alpen auf der Südinsel Neuseelands.

## Geographie
Etwa 20 km Luftlinie südwestlich des Milford Sound liegt der Omanui / McKinnon Pass zwischen dem westlich gelegenen 1769 m hohen Mount Hart und dem östlich gelegenen 1847 m hohen Mount Balloon. Er verbindet das nördlich liegende Tal des Arthur River mit dem südlichen Clinton Canyon, durch welchen der West Branch des Clinton River fließt.

## Geschichte
Der Name der Māori geht zurück auf den Gott Ruru, der diesen Weg schuf. Den Namen McKinnon Pass, oft auch Mackinnon Pass, erhielt der Pass nach dem Vermesser Quintin Mackinnon, der 1888 zusammen mit Ernest Mitchell als erster Europäer diesen querte.

## Infrastruktur
Der Milford Track, einer der Great Walks, führt über den Pass, der dessen höchste Stelle darstellt. Nördlich liegt der Mackinnon Pass Shelter, südlich die Mintaro Hut.